# Волшебное Рождество у Микки: В занесённом снегами Мышином доме
«Волшебное Рождество у Микки: В занесённом снегами Мышином доме» (Mickey's Magical Christmas: Snowed in at the House of Mouse) — американский полнометражный рождественский мультфильм студии Walt Disney Television Animation, выпущенный в 2001 году сразу на видео и DVD без предварительного показа в кинотеатрах. Снят по мультсериалу «Мышиный дом».

## Сюжет
После всех шоу в канун Рождества Микки Маус желает гостям благополучного возвращения домой, но гости не могут покинуть «Мышиный дом», так как клуб замело снегом. Поэтому Микки, Минни, Гуфи и Дейзи решаются устроить празднование Рождества прямо в клубе. К сожалению, в отличие от друзей, Дональд не чувствует дух Рождества. Мышиная чета решает провести демонстрацию разных рождественских мультфильмов, чтобы вдохновить его.
Они показывают короткометражки про то, как: 
- Дональд пытался кататься на коньках и постоянно уничтожал снеговиков, которых Билли, Вилли и Дилли создавали для соревнования;
- Плуто безуспешно пытался прогнать Чипа и Дейла с рождественского дерева Микки;
- Щелкунчик Микки и Снежная фея Гуфи спасали Минни от Мышиного короля Дональда;
- Также интервенцией показана «Наука о Санте» Людвига фон Дрейка и как Микки и Плуто украшают свой дом.

После просмотра все (включая даже таких злодеев, как Джафар) рады и наслаждаются Рождеством. Тем не менее Дональд до сих пор недоволен, когда Микки спрашивает, чувствует ли он дух Рождества. Раздосадованный Маус поднимается на крышу, где Сверчок Джимини советует Микки загадать желание у волшебной звезды, и тот загадывает, чтобы у всех, где бы они ни были, было рождественское настроение. Звезда падает ему прямо в руки. Микки возвращается к Дональду и дарит ему звездочку. Взяв подарок, Дональд тут же проникается весельем. Дак надевает звезду на верхушку ёлки, и в результате весь клуб преображается: украшения становятся ещё красивее, появляются кушанья, колпак Йена Сида превращается в колпак Санты, а посох Джафара превращается в леденец.
После просмотра «Рождественской истории Микки» все гости собираются на сцене и поют «Лучшее Рождество из всех». Микки желает всем зрителям счастливого Рождества, и фея Динь-Динь заканчивает мультфильм.

## Роли озвучивали
- Уэйн Оллвайн — Микки Маус
- Расси Тейлор — Минни Маус
- Тони Ансельмо — Дональд Дак, Билли, Вилли и Дилли
- Тресс МакНилл — Дейзи Дак, Чип и Дейл
- Билл Фармер — Гуфи, Плуто
- Карлос Аласраки — Панчито Пистолес
- Джефф Беннетт — Мистер Джоллиленд
- Джоди Бенсон — Ариэль
- Робби Бенсон — Чудовище
- Кори Бертон — Людвиг Фон Дрейк, Гас, Капитан Крюк, Ворчун и Шляпник
- Эдди Кэрролл — Сверчок Джимини
- Пэт Кэрролл — Урсула
- Джон Клиз — рассказчик
- Питер Каллен — Ушастик
- Эдан Гросс — Кристофер Робин
- Джонатан Фриман — Джафар
- Дженнифер Хейл — Золушка
- Морис ЛаМарш — Люмьер
- Жан-Поль Ману — Кузко
- Марк Моусли — Мушу
- Пейдж О'Хара — Белль
- Кэролин Гарднер — Белоснежка
- Никита Хопкинс — Ру
- Кен Сансом — Белый Кролик
- Рик Логан — Аладдин / Припев
- Бобби Пейдж — Жасмин
- Кэт Суси — Кенга
- Дэвид Огден Стайерс — Когсворт
- Блейн Уивер — Питер Пэн
- Джозеф Уильямс — Симба
- Алан Янг — Скрудж МакДак (вокал)
- Джим Каммингс — Пит, Винни-Пух и Тигруля

## Мультфильмы в мультфильме
- «Дональд на льду» (1999)
- «Новогодняя ёлка Плуто» (1952)
- «Щелкунчик» (1999)
- «Рождественская история Микки» (1983)